# Нецишево
Нецишево (пол. Nieciszewo) — село в Польщі, у гміні Прущ Свецького повіту Куявсько-Поморського воєводства.
Населення — 132 особи (2011).
У 1975-1998 роках село належало до Бидгощського воєводства.

## Демографія
Демографічна структура станом на 31 березня 2011 року:
|          | Загалом | Допрацездатний вік | Працездатний вік | Постпрацездатний вік |
| -------- | ------- | ------------------ | ---------------- | -------------------- |
| Чоловіки | 69      | 15                 | 50               | 4                    |
| Жінки    | 63      | 18                 | 38               | 7                    |
| Разом    | 132     | 33                 | 88               | 11                   |